# Dipartimento di Lihuel Calel
Lihuel Calel è un dipartimento argentino, situato nella parte meridionale della provincia di La Pampa, con capoluogo Cuchillo-Có.
Esso confina a nord il dipartimento di Utracán, ad est con quelli di Hucal e Caleu Caleu, a sud con la provincia di Río Negro, e ad ovest con il dipartimento di Curacó.
Secondo il censimento del 2001, su un territorio di 12.460 km², la popolazione ammontava a 547 abitanti, con una diminuzione demografica del 7,60% rispetto al censimento del 1991.
Il dipartimento comprende parte dei comuni di General Acha, La Adela e Puelches, le cui sedi municipali però si trovano in altri dipartimenti. Fa invece interamente parte del dipartimento la comisión de fomento di Cuchillo-Có; infine sul dipartimento insiste anche parte della comisión de fomento di Gobernador Duval, la cui sede municipale però si trova in un altro dipartimento.